# Bahamas
As Bahamas (pronunciado em inglês: [bəˈhɑːməz] (escutarⓘ)) ou Baamas (pronunciado em português europeu: [bɐˈɐmɐʃ]; pronunciado em português brasileiro: [baˈhɐmɐs]), oficialmente Comunidade das Bahamas (em inglês: Commonwealth of The Bahamas), são um país insular membro da comunidade do Caribe constituído por mais de 700 ilhas, cayos e ilhéus no oceano Atlântico, a norte de Cuba e da ilha Espanhola (ou "Hispaniola"), na qual se situam Haiti e República Dominicana, a noroeste do território ultramarino britânico das ilhas Turcas e Caicos e a sudeste do estado americano da Flórida. Sua capital é Nassau, na ilha de Nova Providência. Geograficamente, as Bahamas situam-se no mesmo arquipélago que Cuba, Espanhola e as ilhas Turcas e Caicos. A moeda do país é o dólar bahamense — equiparado (à razão de 1 para 1) com o dólar dos EUA.
Originalmente habitadas pelos lucaianos, um ramo dos tainos, falantes do aruaque, as Bahamas foram o local do primeiro desembarque de Cristóvão Colombo no Novo Mundo em 1492. Apesar de os espanhóis não colonizaram muitas das ilhas, eles transportaram os lucaianos como escravos para a ilha Espanhola quase matando toda a população nativa nas Bahamas. As ilhas permaneceram quase despovoadas entre 1513 e 1648, quando colonos britânicos das ilhas Bermudas se estabeleceram na ilha de Eleutéria.
As Bahamas tornaram-se uma colónia da coroa em 1718, quando os britânicos apertaram o cerco à pirataria. Depois da Guerra da Independência dos Estados Unidos, milhares de lealistas (apoiantes da monarquia britânica) e escravos africanos deslocaram-se para as Bahamas e implantaram uma economia com base em plantações. O tráfico de escravos foi abolido no Império Britânico em 1807 e muitos africanos libertados de navios negreiros pela Marinha Real foram colocados nas Baamas durante o século XIX. A escravatura em si foi abolida em 1834. Os descendentes destes escravos constituem a maioria da população baamiana atual.
As Bahamas são um dos países mais ricos da América (a seguir aos Estados Unidos e ao Canadá), quanto a número de PIB per capita. Localizadas a aproximadamente 160 km da costa da Flórida, com um ótimo clima — com média de pouco mais de 28 °C — e com um mar cristalino de águas azuis turquesa e praias de areia branca perolada, as ilhas das Bahamas são um dos principais destinos turísticos mundiais.

## Etimologia
O nome Bahamas é provavelmente derivado do taíno ba ha ma ("grande terra média alta"), que era um termo para a região usado pelos povos indígenas, ou possivelmente do espanhol baja mar ("águas rasas", ou "maré baixa") refletindo as águas rasas da região. Como alternativa, pode ser originário de Guanahani, um nome local de significado pouco claro.

## História
Os Taínos (Antigos Índios das Bahamas) migraram em torno do século XI a.C. para o inabitado sul das Bahamas a partir da Hispaniola e Cuba, tendo migrado para lá a partir da América do Sul. Eles vieram a ser conhecidos como os Lucaias. Estima-se que 30 mil lucaianos habitavam as Bahamas quando Cristóvão Colombo chegou em 1492. O primeiro desembarque de Colombo no Novo Mundo ocorreu na ilha chamada San Salvador (conhecida como Guanahani pelo povo lucaiano), a qual alguns pesquisadores acreditam ser a atual Ilha de San Salvador (também conhecida como Ilha de Watling), situada no sudeste das Bahamas.
Uma teoria alternativa diz que Colombo desembarcou no sudeste em Samana Cay, de acordo com cálculos feitos em 1986 pelo escritor e editor da National Geographic Joseph Juiz , com base no registro de Colombo. Evidências que confirmem essa teoria ainda não foram encontradas. Na ilha, Colombo fez o primeiro contato com os Lucaias e houve bens trocados entre eles.
Os espanhóis forçaram a migração de grande parte da população Lucaia para a ilha Hispaniola, para uso no trabalho forçado; A exposição a doenças para as quais eles, os Lucaias, não tinham imunidade natural causou uma grande mortalidade. A população das Bahamas foi dizimada. A varíola devastou os índios Tainos depois da chegada de Colombo, dizimando metade da população.
Historiadores acreditam que os europeus não iniciaram a colonização das ilhas até o meio do século XVII. No entanto, pesquisas recentes sugerem que pode ter havido tentativas de dividir as ilhas entre Espanha, França e Grã-Bretanha. Em 1648, os Aventureiros Eleutherianos, liderados por William Sayle, migraram das Bermudas. Esses puritanos ingleses estabeleceram o primeiro assentamento europeu permanente na ilha, a que deram o nome de Eleuthera- o nome deriva da palavra grega para a liberdade. Mais tarde, eles estabeleceram-se em Nova Providência, nomeando-a de Ilha de Sayle um de seus governantes. Para sobreviver, os colonos obtinham bens salvados de naufrágios.
Em 1670 o Rei Charles II concedeu as ilhas para o Lordes Proprietários das Carolinas, que as alugaram com direitos de comércio, fiscal, nomeando governadores, e administrar o país. Em 1703 durante a Guerra da Sucessão Espanhola uma expedição conjunta franco-espanhola ocupou brevemente a capital das Bahamas.

### Séculos XVIII e XIX

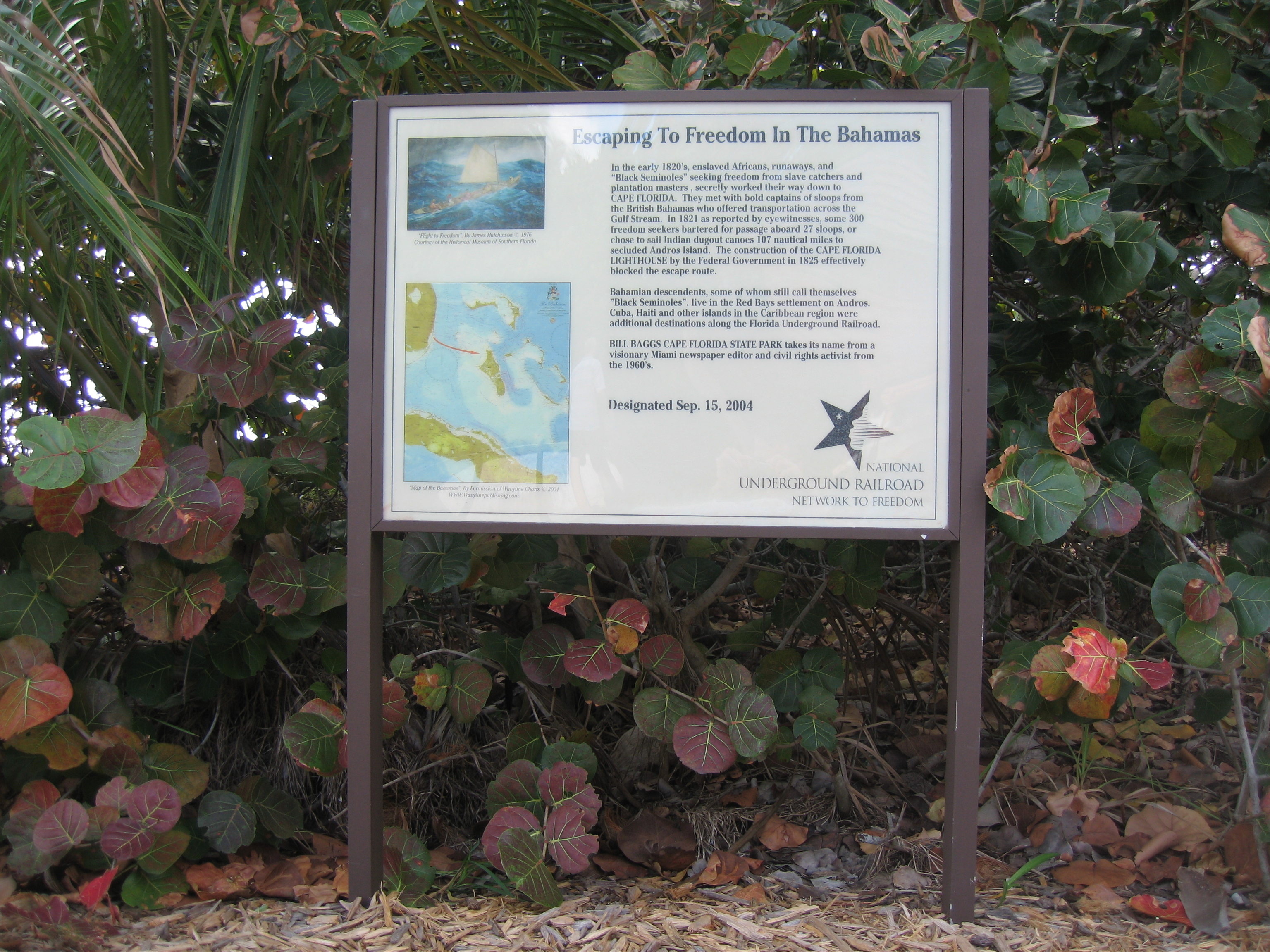
Uma placa comemorativa em Bill Baggs Cape Florida State Park da fuga de centenas de escravos afro-americanos que escaparam para a liberdade para as Bahamas no início dos anos de 1820.

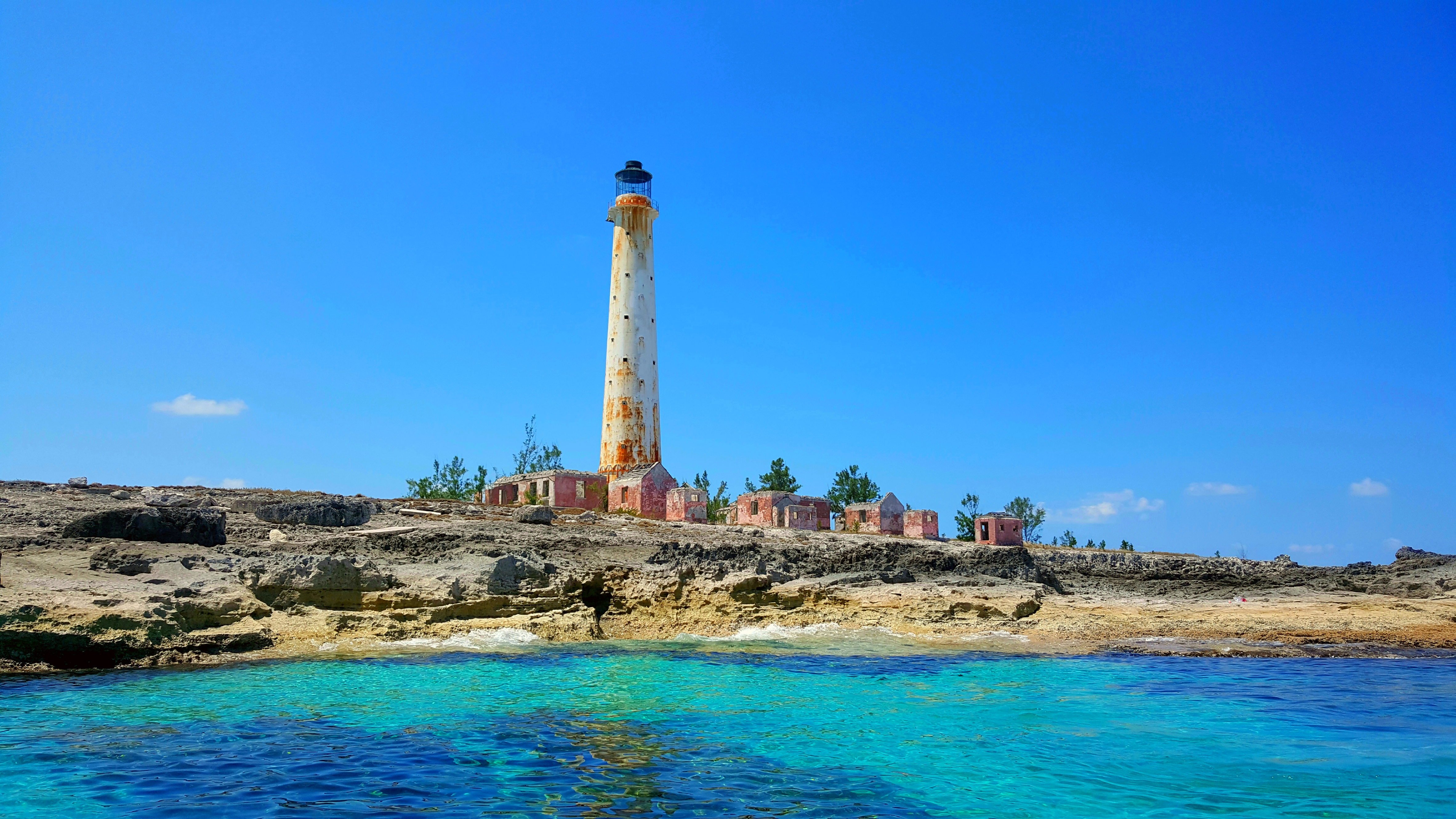
Farol de Great Isaac Cay.

Durante o regime de propriedade, as Bahamas tornaram-se num paraíso para os piratas, incluindo o infame Barba-preta. A Grã-Bretanha queria restaurar um governo ordenado nas Bahamas, e instaurou uma colónia da coroa com governo do estado real de Woodes Rogers. Depois de uma luta difícil, ele conseguiu reprimir a pirataria. Em 1720, Rogers liderou a milícia local a repelir o ataque espanhol.
Durante a Guerra da Independência Americana, as ilhas eram um alvo para as forças navais americanas sob o comando do Comodoro Ezequiel Hopkins. Os fuzileiros navais dos EUA ocuparam a capital de Nassau por duas semanas.
Em 1782, após a derrota britânica em Yorktown, uma frota espanhola apareceu na costa de Nassau, e a cidade rendeu-se sem luta. A Espanha voltou a posse das Bahamas para a Grã-Bretanha no ano seguinte, sob os termos do Tratado de Paris.
Após a independência americana, os britânicos reassentaram alguns dos 7 300 legalistas e seus escravos nas Bahamas, em Nova Iorque, Florida, e as Carolinas, para ajudar a compensá-los pelas perdas. Esses legalistas estabeleceram plantações em várias ilhas e tornaram-se uma força política na capital. Os americanos europeus foram superados em número pelos escravos afro-americanos que trouxeram com eles, e os europeus étnicos mantiveram uma minoria no território.
Em 1807, os britânicos aboliram o comércio de escravos. Durante as décadas seguintes, eles reassentaram milhares de africanos libertados de navios negreiros pela Royal Navy, que interceptou o comércio a partir das ilhas das Bahamas. A escravidão foi finalmente abolida no Império Britânico em 1 de Agosto de 1834.
Na década de 1820, centenas de escravos americanos e Negros Seminoles escaparam do Cabo da Flórida para as Bahamas, assentando maioritariamente no noroeste da ilha Andros, onde desenvolveram a vila de Red Bays. Conforme relatos de testemunhas, 300 escaparam em massa em 1823, ajudados pelos Bahamianos em 27 veleiros, com outros a usarem canoas para a viagem. Este evento foi comemorado em 2004 num grande reclame em Bill Baggs Cape Florida State Park. Alguns dos descentes continuaram as tradições negras Seminole em fabricação de cestos e marcação de sepulturas.
O Serviço Nacional de Parques dos Estados Unidos, que administra, a rede Nacional para a Liberdade Underground Railroad, está a trabalhar com o Museu e Centro de Pesquisas Africano (ABAC) em Nassau no desenvolvimento a identificar Red Bays como o sítio relacionado à procura da liberdade aos escravos americanos. O museu fez trabalhos de referência e pesquisas sobre a fuga dos Negros Seminoles ao sul da Flórida'. Eles prevêm desenvolver programas descritivos nos lugares históricos em Red Bay associados com o período do seu assentamento nas Bahamas.

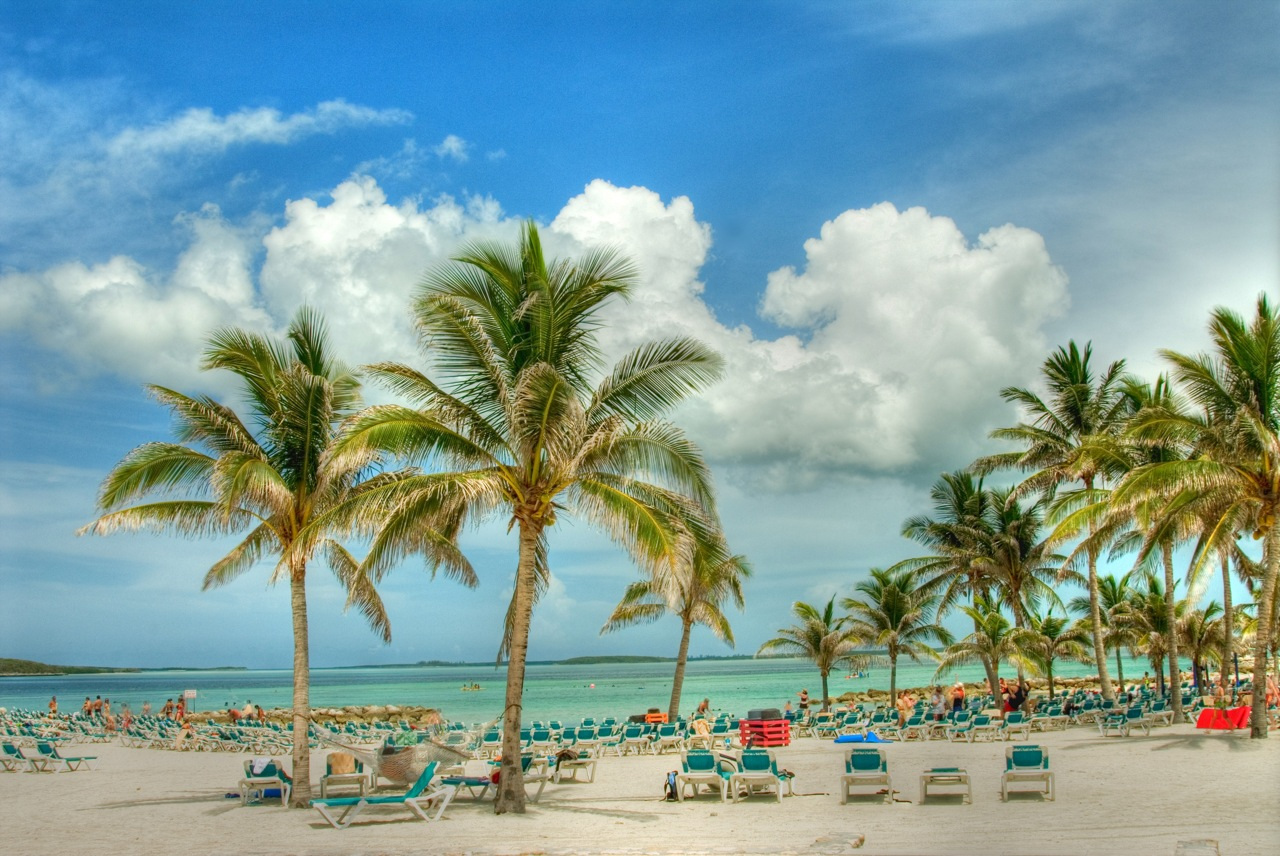
Praia em Nassau, Bahamas.

Em 1818, o Home Office de Londres decidiu que "qualquer escravo trazido para as Bahamas de outros pontos fora das Índias Ocidentais Britânicas seria exonerado ou em inglês manumitted." Isto teve consequência da libertação entre 1860 e 1835 de quase 300 escravos propriedade de pessoas de nacionalidade dos Estados Unidos. Os navios do comércio de escravos americano Comet e Encomium, usados no seu comércio doméstico de escravos, naufragaram fora da ilha de Abaco em dezembro de 1830 e fevereiro de 1834, respectivamente. Quando desmontadores tomaram os mestres, passageiros e escravos até Nassau, oficiais alfandegários ficaram com os escravos e oficiais ingleses e libertaram todos, mesmo sobre protesto dos americanos. Eram 165 escravos provenientes do Comet e 48 do Encomium. a Inglaterra pagou uma indenização aos EUA neste dois casos, depois de um grande interregno.
Os oficiais ingleses também libertaram 78 escravos americanos do navio Enterprise, que navegou até a Bermuda em 1835; e 38 do Hermosa, que naufragou em 1840 fora da ilha de Abaco, depois da abolição ser efectiva em agosto de 1834. O caso mais notável foi o do Creole em 1841, o resultado da revolta dos escravos, onde os eleitos ordenaram o navio americano para Nassau. Ele levava 135 escravos da Virgínia destinados para venda na Nova Orleães. Os oficiais bahamianos libertaram 128 escravos que escolheram assentar nas ilhas. O caso Creole já foi descrito como "a revolta de escravos com mais sucesso na história dos EUA".
Em 1842 estes incidentes, totalizaram na libertação de 447 escravos pertencentes a indivíduos americanos, aumentando tensões entre os Estados Unidos e a Grã-Bretanha, apesar de eles estarem a cooperar em patrulhas para suprimir o tráfico internacional de escravos. Preocupados sobre a estabilidade do seu comércio interno de escravos e o valor, os EUA argumentavam que a Grã-Bretanha não devia tratar os seus navios domésticos procurando abrigo e viessem aos portos coloniais, como parte do comércio internacional. Os EUA receavam que o sucesso dos escravos do Creole ia encorajar outras revoltas de escravos nos navios mercantes.

### Século XX

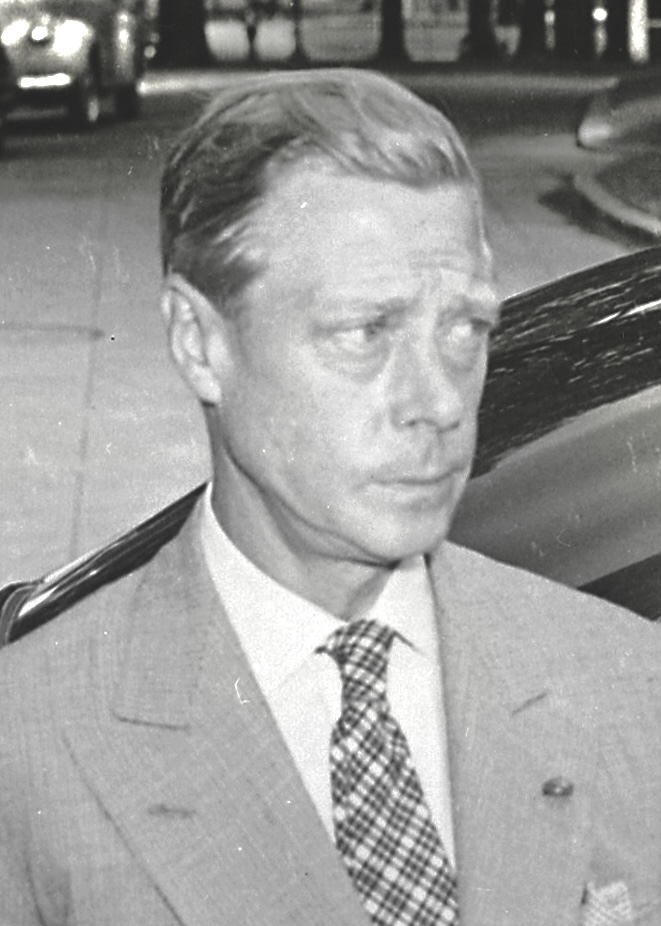
Eduardo VIII, o duque de Windsor e governador das Bahamas 1940–1945.

Em agosto de 1940, depois de sua abdicação, Eduardo VIII, agora Duque de Windsor, foi instalado como governador das Bahamas, chegando com sua esposa, a Duquesa Wallis Simpson. Embora desanimado com a condição da Government House, eles "tentaram fazer o melhor de uma má situação". Não gostou da posição, e referiu-se às ilhas como uma "colônia britânica de terceira classe".
O Duque abriu o pequeno parlamento local em 29 de outubro de 1940. O casal visitou as Out Islands em novembro daquele ano, no iate do Axel Wenner-Gren, o que causou alguma controvérsia. O Foreign Office tenazmente opôs-se à viagem, porque eles tinham sido avisados (erroneamente) pelos serviços de inteligências do Estados Unidos que Wenner-Gren era um amigo próximo do comandante da Luftwaffe Hermann Göring da Alemanha nazista.
O Duque foi elogiado por seus esforços para combater a pobreza nas ilhas. A biografia de 1991 por Philip Ziegler descreveu-o como depreciativo em relação a bahamianos e outros povos não brancos do Império. Foi elogiado por sua resolução de agitação civil sobre os baixos salários em Nassau, quando em junho de 1942 houve "um motim em grande escala". Ziegler disse que o Duque culpou a dificuldade em "fabricantes do prejuízo — comunistas ", e "homens de ascendência judaica central-europeia, que tinham empregos garantidos como um pretexto para a obtenção de um adiamento ao serviço militar obrigatório".
O Duque renunciou ao cargo em 16 de março de 1945.

### Pós-Segunda Guerra Mundial

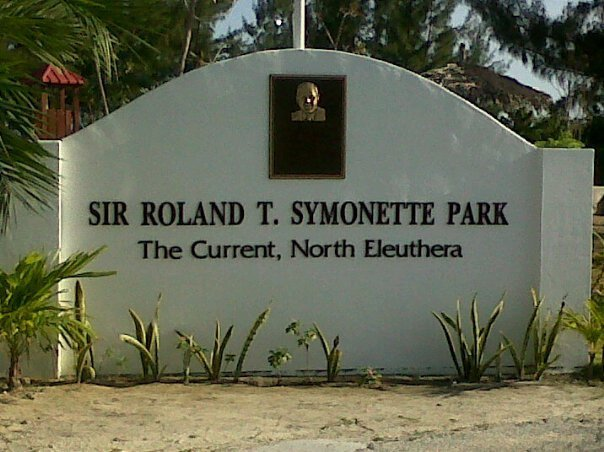
Sinal na entrada do Sir Roland Symonette Park, em North Eleuthera distrito comemorando Sir Roland Theodore Symonette, das Bahamas primeiro Premier.

Desenvolvimento político moderno começou após a Segunda Guerra Mundial. Os primeiros partidos políticos foram formados na década de 1950. O Parlamento britânico autorizou as ilhas como internamente autogovernado em 1964, com Sir Roland Symonette, da Estados das Bahamas Parte, como o primeiro-ministro. O quarto filme de James Bond, Thunderball, foi parcialmente filmado em 1965, em Nassau. The Beatles 'filme Help! (filme) foi filmado em parte em New Providence Island Paradise Island e no mesmo ano.
Em 1967, Lynden Pindling (Sir Lynden de 1983), da Partido Progressista Liberal, tornou-se o primeiro Premier negra da colônia, em 1968, o título da posição foi alterada para primeiro-ministro. Em 1973, as Bahamas tornou-se totalmente independente como um reino da Commonwealth, a adesão retenção na Commonwealth of Nations. Sir Milo Butler foi nomeado o primeiro governador-geral das Bahamas (o representante oficial do Rainha Isabel II), logo após a independência.
Com base nos dois pilares do turismo e de financeiras offshore, a economia das Bahamas prosperou desde 1950. Desafios significativos em áreas como educação, saúde, habitação, tráfico de drogas internacional e imigração ilegal do Haiti continuam a ser questões.
O Colégio das Bahamas é o sistema nacional de ensino superior terciário. Oferecendo bacharelado, mestrado e graus de associado, COB tem três campus e de ensino e centros de pesquisa em todo o Bahamas. O Colégio está em processo de se tornar a Universidade das Bahamas a partir de 2012.

## Geografia

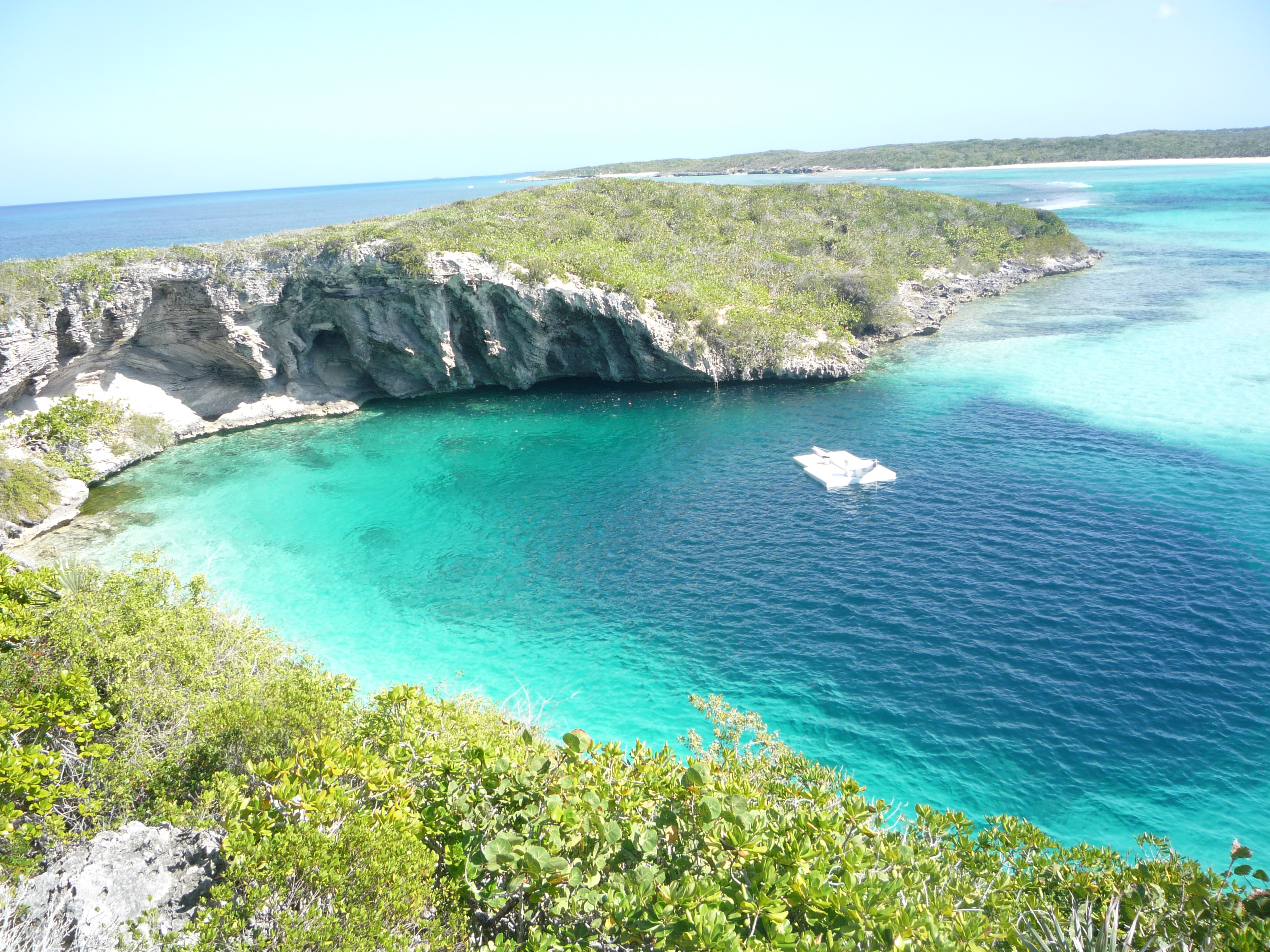
O Dean's Blue Hole perto de Clarence Town em Long Island, Bahamas.

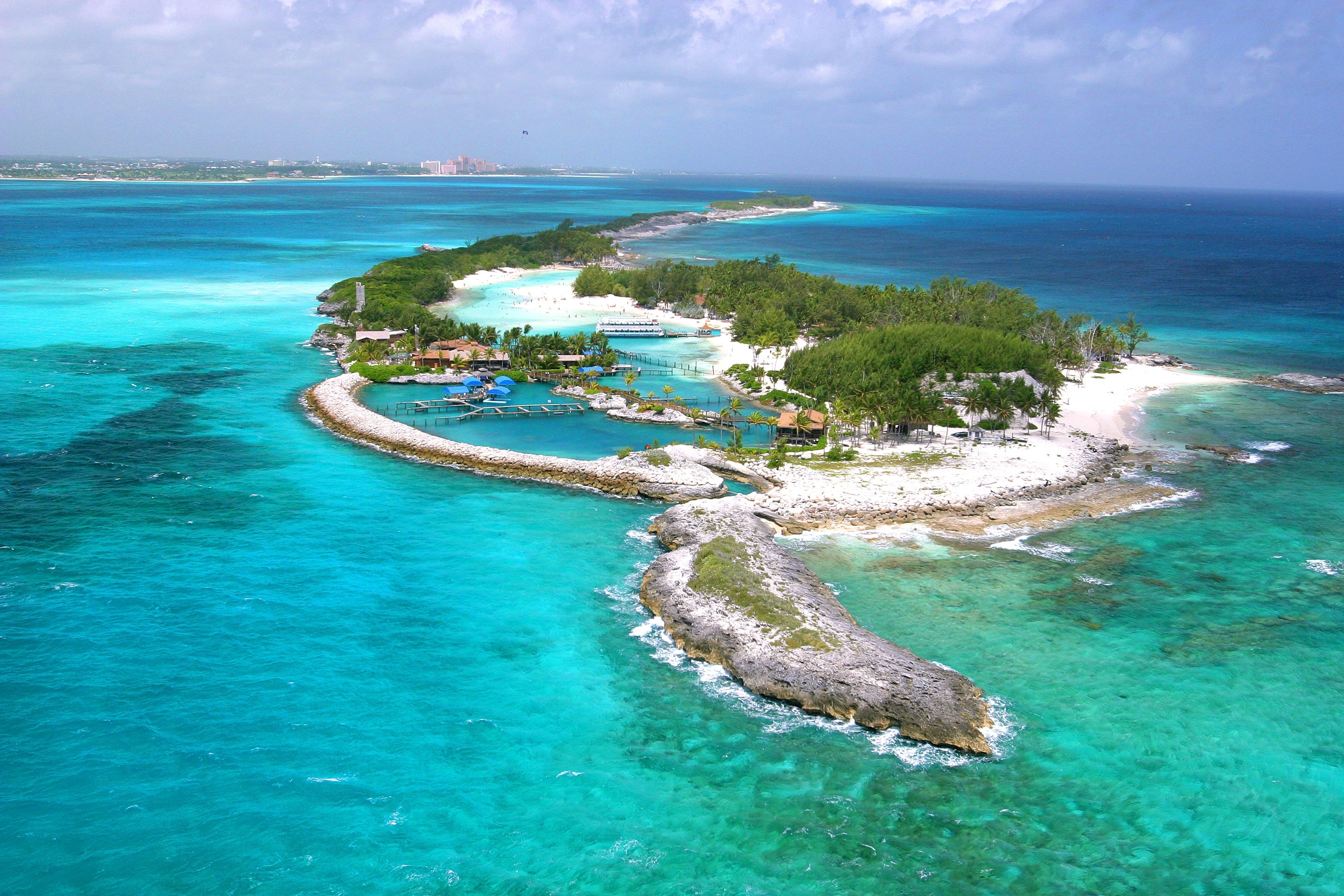
A Ilha da Lagoa Azul.

A maior ilha das Bahamas é a ilha de Andros, no ocidente do arquipélago. A ilha de New Providence, a leste de Andros, é onde se localiza a capital, Nassau, e onde mora cerca de dois terços de toda a população do país. Outras ilhas importantes são a Grande Bahama no norte e Inágua a sul.
A maior parte das ilhas — formações de coral — são relativamente planas, com algumas colinas baixas e arredondadas, a mais alta das quais é o monte Alvernia, na ilha Cat, com 63 m de altitude. O clima local é tropical, moderado pelas águas quentes da corrente do Golfo, com furacões e tempestades tropicais frequentes entre Maio e Outubro.

### Clima
O clima das Bahamas é o clima de savana tropical semiúmido, de acordo com a classificação climática de Köppen. A baixa latitude, o fluxo quente do Golfo tropical e a baixa elevação dão às Bahamas um clima quente e sem inverno. Como tal, nunca houve uma geada ou congelamento relatado nas Bahamas, embora todas as baixas temperaturas de algumas décadas possam cair abaixo de 10 °C durante algumas horas quando um surto de frio severo sai do continente norte-americano. Existe apenas uma diferença de 8 °C entre o mês mais quente e o mês mais frio na maioria das ilhas do país. Como a maioria dos climas tropicais, as chuvas sazonais seguem o sol e o verão é a estação mais úmida. As Bahamas são muitas vezes ensolaradas e secas por longos períodos de tempo, e possui média de mais de 3 mil horas ou 340 dias de luz solar anualmente.
As tempestades tropicais e os furacões podem ocasionalmente impactar as Bahamas. Em 1992, o furacão Andrew passou pela porção norte das ilhas e o furacão Floyd, oriundo dos arredores de Cabo Verde, passou perto das porções orientais das ilhas.

## Demografia
As Bahamas têm uma população estimada em 345 736 habitantes, dos quais 25,9% são menores de 14 anos, 67,2% entre 15 e 64 anos de idade, e 6,9% mais de 65 anos de idade. Apresenta uma taxa de crescimento populacional de 0,925%, conforme estatísticas de 2010, com uma taxa de natalidade de 17,81, e taxa de mortalidade de 9,35 a cada 1 000 habitantes. Registra ainda, taxa de migração líquida de -2,13 migrantes, a cada 1 000 habitantes.
A taxa de mortalidade infantil é de 23,21 óbitos a cada mil nascidos vivos. O país apresenta uma esperança de vida ao nascer de 69,87 anos, sendo 73,49 anos para as mulheres e 66,32 anos para os homens. A taxa de fecundidade total é de 2,0 filhos por mulher, de acordo com estimativas de 2010.
A composição étnica do país é de 85% afrodescendente, 12% eurodescendente e asiáticos e latino-americanos (de qualquer raça) com 3%. Tratando de religião, a ilha é predominantemente cristã, com os batistas representando 35,4% da população e os anglicanos, 15,1%. Os católicos romanos somam 13,5%, os pentecostais 8,1%, adeptos da Igreja de Deus são 4,8%, metodistas representam 4,2 e outros cristãos somam 15,2%. A categoria "outros" inclui os judeus, os muçulmanos, rastafaris e praticantes de Obeah.
A língua oficial das Bahamas é o inglês. 98,2% da população adulta é alfabetizada, de acordo com estimativas de 1995.

## Política

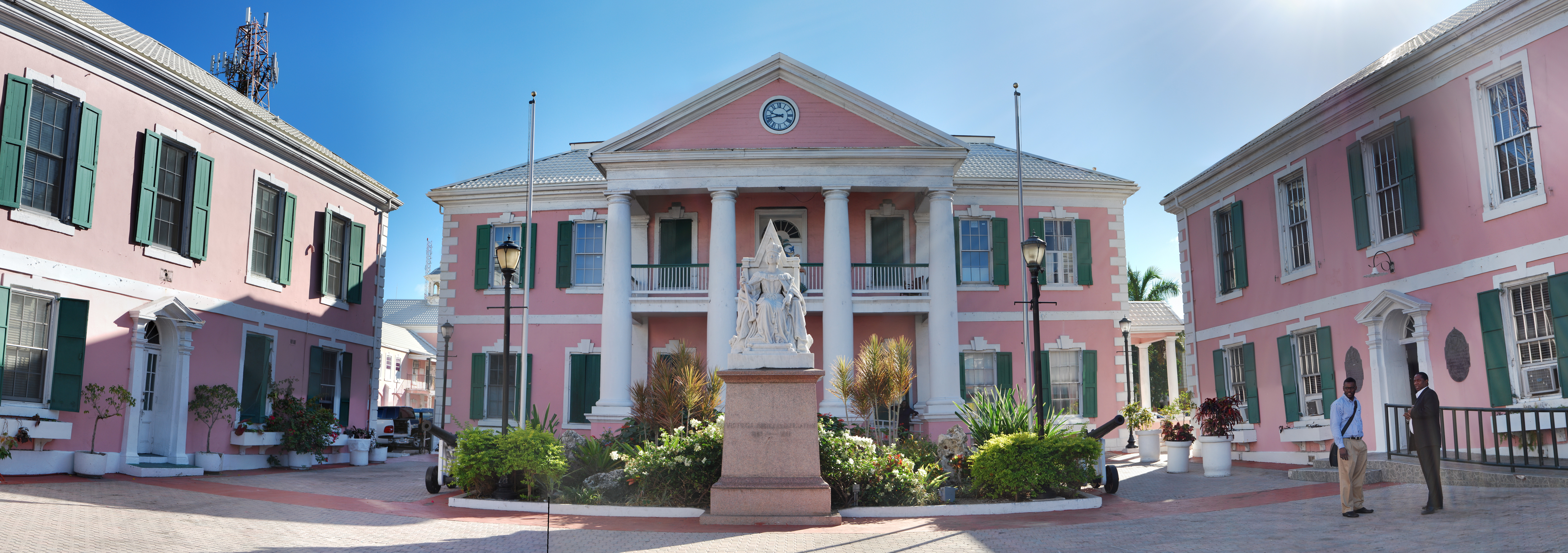
Parlamento das Bahamas, em Nassau.

As Bahamas são um país independente, mas continuam sob a tutela política da coroa britânica, e fazem parte da Commonwealth of Nations (Comunidade de Nações). As políticas e tradições jurídicas são similares às do Reino Unido.
O rei Carlos III comanda o estado, sendo representado por governadores-gerais. O primeiro-ministro é o comandante do governo e líder do partido com mais assentos no parlamento. A atual governadora-geral é Cynthia A. Pratt e o atual primeiro-ministro é Philip Edward Davis. Os senadores são nomeados pelo Governador-Geral. O poder executivo é exercido pelo gabinete. O poder legislativo é investido por dois membros do parlamento.

## Subdivisões
As Bahamas estão divididas em 31 distritos:

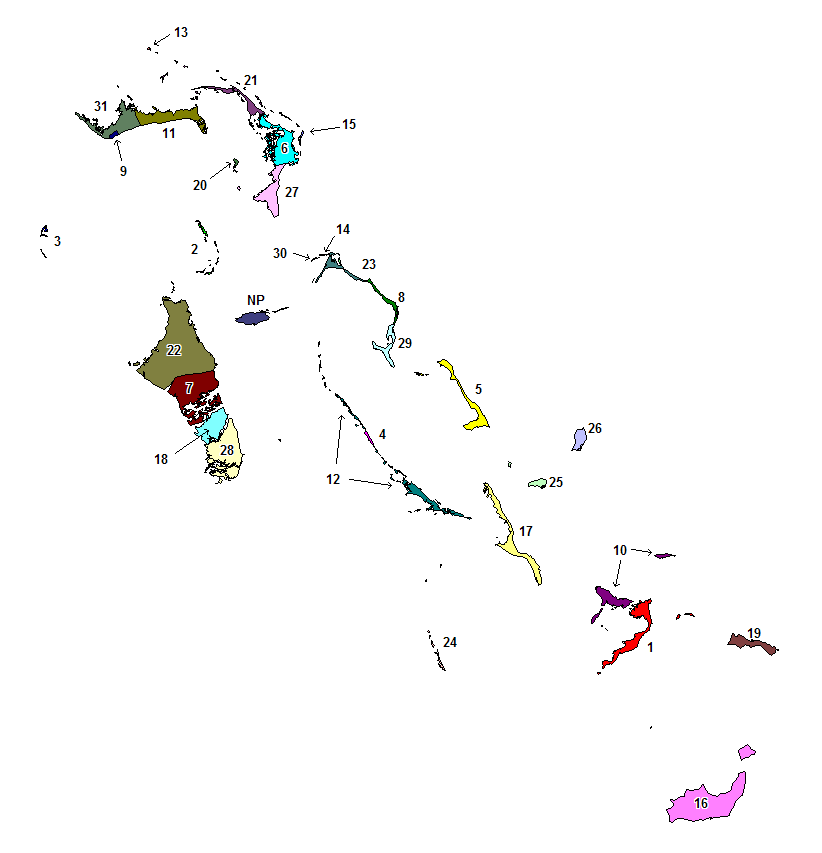
Mapa das Bahamas com os distritos numerados. O distrito de New Providence está indicado no mapa com NP.

| Nº | Distrito          | Ilha                              |
| -- | ----------------- | --------------------------------- |
| 1  | Acklins           | Acklins Crooked Island / Long Cay |
| 2  | Berry Islands     | Bimini / Berry Islands            |
| 3  | Bimini            | Bimini / Berry Islands            |
| 4  | Black Point       | Exuma / Ragged Island             |
| 5  | Cat Island        | Cat Island                        |
| 6  | Central Abaco     | Abaco                             |
| 7  | Central Andros    | Andros                            |
| 8  | Central Eleuthera | Eleuthera                         |
| 9  | City of Freeport  | Grand Bahama                      |
| 10 | Crooked Island    | Acklins Crooked Island / Long Cay |
| 11 | East Grand Bahama | Grand Bahama                      |
| 12 | Exuma             | Exuma / Ragged Island             |
| 13 | Grand Cay         | Abaco                             |
| 14 | Harbour Island    | Eleuthera                         |
| 15 | Hope Town         | Abaco                             |
| 16 | Inagua            | Inagua                            |
| 17 | Long Island       | Long Island                       |
| 18 | Mangrove Cay      | Andros                            |
| 19 | Mayaguana         | Mayaguana                         |
| 20 | Moore's Island    | Abaco                             |
| NP | New Providence    | New Providence                    |
| 21 | North Abaco       | Abaco                             |
| 22 | North Andros      | Andros                            |
| 23 | North Eleuthera   | Eleuthera                         |
| 24 | Ragged Island     | Exuma / Ragged Island             |
| 25 | Rum Cay           | San Salvador                      |
| 26 | San Salvador      | San Salvador                      |
| 27 | South Abaco       | Abaco                             |
| 28 | South Andros      | Andros                            |
| 29 | South Eleuthera   | Eleuthera                         |
| 30 | Spanish Wells     | Eleuthera                         |
| 31 | West Grand Bahama | Grand Bahama                      |

## Economia

Principais produtos de exportação de Bahamas em 2019.

É sobretudo na incorporação de empresas offshore que se baseia a economia das Bahamas.
Nas Bahamas o turismo e a indústria pesqueira também são extremamente relevantes para a economia havendo minerais como sal, e aragonita em seu território.
A produção agrícola destina-se ao consumo local (milho, trigo, frutas) e à exportação (cana-de-açúcar, bananas, algodão, sisal e verduras). A exploração florestal abastece de madeira a construção. A pesca de vários tipos de peixes é importante receita para algumas ilhas. A indústria é pouco desenvolvida. A produção de cimento, sal, rum e outras bebidas se complementa com o refino de petróleo. O turismo é a principal fonte de renda: por sua beleza, ótimo clima, intercâmbio facilitado, e outros.

## Esportes

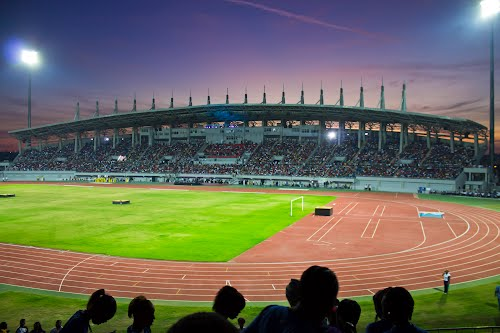
Estádio Thomas Robinson em Nassau.

O cricket é o esporte mais popular das Bahamas, outros esportes também são populares como futebol e atletismo, nos Jogos Olímpicos a maioria das medalhas do país vêm do atletismo.

## Religião
A população das Bahamas professa, sobretudo, a fé cristã. A sua distribuição religiosa ocorre da seguinte forma:
- Protestantismo — 66%
- Catolicismo romano — 3,5%
- Outros cristãos — 15,2%[42]